# Högling (Fensterbach)
Högling ist ein Gemeindeteil von Fensterbach im Oberpfälzer Landkreis Schwandorf und eine Gemarkung.

## Geographie
Das im Fensterbachtal gelegene Kirchdorf wird im Nordosten von einer kleineren Bergkette und der Autobahn A 6 umgeben. Nach Südwesten hin erstrecken sich die ebenen Fluren entlang des Fensterbaches. Durch den Bach, der mit seinen ruhigen und geraden Lauf die Landschaft von Norden nach Süden durchzieht, wird die sich lang hinziehende Ortschaft in zwei Teile geteilt: den alten Ortskern im Osten und eine in den 1970er Jahren entstandene Siedlung im Westen.

## Geschichte
Högling wurde das erste Mal im Jahr 1133 urkundlich erwähnt. Schon im Mittelalter verlief durch den Ort die Fernstraße von Amberg nach Böhmen. Auch der 1615 eingerichtete Postverkehr von Köln nach Prag führte über Högling-Jeding.
Die erste Kirche zu Högling, die zu Ehren der Hl. Margareta erbaut wurde, wurde im Jahre 1136 von Bischof Otto von Bamberg eingeweiht, 1714 vollständig erneuert und 1927 verlängert. Fünf Jahre zuvor, im Jahre 1922 wurde Högling zur Expositur erhoben.
Vor der Gemeindegebietsreform war Högling eine eigenständige Gemeinde im ehemaligen Landkreis Nabburg, der neben dem Kernort die Ortschaft Jeding und die Weiler Hüttenhof, Ödfriedlhof, und Weiherhaus am Fensterbach angehörten. Am 1. Januar 1972 wurde sie nach Fensterbach eingegliedert.
Das 1967 erbaute Gemeinde- und Feuerwehrhaus wurde nach der Auflösung der Gemeinde Högling der Freiwilligen Feuerwehr Högling zur Verfügung gestellt.
1973 wurde die Höglinger Schule aufgrund des Beitritts zum Schulverband Dürnsricht-Schmidgaden aufgelöst und zum Kindergarten der Gemeinde Fensterbach umgebaut.
Das Pfarrhaus mit Pfarrsaal wurde durch die katholische Kirchenstiftung 1989 erbaut.

## Kultur
In Högling und Jeding herrscht auch heute noch ein sehr aktives Vereins- und Gemeinschaftsleben, was durch die zahlreichen Feste zum Ausdruck kommt.
Zur Gestaltung des Dorflebens tragen die sieben dörflichen Vereine (alphabetisch geordnet) bei:
- Billardfreunde „Zur Linde“ Jeding
- Fensterbacher Bulldog- und Oldtimerfreunde Högling und Umgebung
- Freiwillige Feuerwehr Högling
- Kapellenverein Jeding
- Katholische Landjugendbewegung (KLJB) Högling
- Krieger- und Reservistenkameradschaft (KRK) Högling
- Obst- und Gartenbauverein Högling

## Bodendenkmäler
Siehe: Liste der Bodendenkmäler in Fensterbach